# Jéssica Silva
Jéssica Lisandra Manjenje Nogueira Silva (* 11. Dezember 1994 in Vila Nova de Milfontes) ist eine portugiesische Fußball- und Futsalspielerin.

## Karriere

### Vereine
Silva begann im Alter von neun Jahren bei der União Recreativa Ferreirense in Anadia mit dem Fußballspielen. Im Sommer 2011 wurde sie vom Erstligisten Clube de Albergaria verpflichtet, für den sie im Herbst 2011 ihr Seniorinnendebüt gab.
Zum Saisonende 2013/14 entschied sie sich für einen Wechsel zum schwedischen Erstligisten Linköpings FC. Mit Beendigung des Spielzeit im Oktober 2014 kehrte sie zum Clube de Albergaria zurück, dem sie bis zum Saisonende 2015/16 angehörte. Anschließend spielte sie eine Saison lang für den Ligakonkurrenten Sporting Braga, bevor sie zum spanischen Erstligisten UD Levante wechselte. Nach 41 Punktspielen, in denen sie in zwei Saisonen sechs Tore erzielte, begab sie sich nach Frankreich, wo sie von 2019 bis 2021 dem Erstligisten Olympique Lyon angehörte. Mit ihren beiden Punktspielen am 26. Januar und 8. Februar 2020 hatte sie Anteil an der errungenen Meisterschaft, die sie ein Jahr später – jedoch ohne Punktspieleinsatz – miterlebte.
Im Jahr 2021 fand sie für den US-amerikanischen Erstligisten Kansas City Current in 14 von 24 Punktspielen der regulären Spielzeit Berücksichtigung. Anschließend nach Portugal zurückgekehrt, spielte sie seit der Saison  2022/23 für den Erstligisten Benfica Lissabon.
Im August 2024 wechselte sie erneut in die USA, diesmal zum Gotham FC. Im Dezember 2024 wurde ihr Vertrag bis zum 30. Juni 2025 verlängert.

### Nationalmannschaft
Nachdem sie von 2009 bis 2011 für die U19-Nationalmannschaft in 21 Länderspielen, in denen sie vier Tore erzielte, eingesetzt worden war, gab sie am 19. November 2011 im vierten Spiel der EM-Qualifikationsgruppe 7 bei der 0:1-Niederlage gegen die Nationalmannschaft Österreichs in Pombal ihr Debüt für die A-Nationalmannschaft. Des Weiteren nahm sie mit der Mannschaft im Jahr 2012 am renommierten Einladungsturnier „Torneio Internacional Cidade de São Paulo“ und am Turnier um den Algarve-Cup teil. Das Einladungsturnier schloss sie mit ihrer Mannschaft nach der 0:2-Niederlage im Spiel um Platz 3 gegen die Nationalmannschaft Mexikos als Viertplatzierter, das Turnier um den Algarve-Cup mit Platz 10 ab.
Im Februar 2023 qualifizierte sie sich in den interkontinentalen Play-offs durch einen 2:1-Sieg gegen Kamerun mit ihrer Mannschaft erstmals für die WM-Endrunde, bei der sie in den drei Gruppenspielen eingesetzt wurde, danach aber ausschied.
Am 24. Juni 2025 wurde sie für die EM-Endrunde 2025 nominiert. Sie kam in allen Gruppenspielen ihrer Mannschaft zum Einsatz, wurde dabei einmal aus- und zweimal eingewechselt, schied aber nach den Gruppenspielen mit ihrer Mannschaft aus.

## Erfolge
in Portugal
- Portugiesischer Meister 2023 und 2024
- Portugiesischer Pokalsieger 2024
- Portugiesischer Ligapokalsieger 2023, 2024

in Frankreich
- Französischer Meister 2020, (2021 ohne Einsatz)

in den USA
- CONCACAF W Champions Cup 2024/25 (ohne Finaleinsatz)

## Sonstiges
Neben ihrer aktiven Fußballkarriere spielte sie in Portugal aktiv Futsal. Silva spielte auf Vereinsebene für den Clube Futsal de São Gonçalo do Sapucaí sowie für Portugal bei der U20-Futsal-Weltmeisterschaft 2012 in England und der U19-Europameisterschaft 2012 in der Türkei.